# درس‌های شیمی
درس‌های شیمی (انگلیسی: Lessons in Chemistry) مینی‌سریال تلویزیونی درام تاریخی آمریکایی است که به‌دست لی آیزنبرگ ساخته شده‌است. این مینی‌سریال بر پایهٔ رمان به همین نام نوشتهٔ بانی گرموس بود و در آن بری لارسون نقش شیمی‌دان الیزابت زات را بازی می‌کند که میزبانی برنامهٔ آشپزی فمینیستی خود را در دههٔ ۱۹۶۰ آمریکا به عهده دارد.
دو قسمت نخست درس‌های شیمی در ۱۳ اکتبر ۲۰۲۳ در اپل تی‌وی پلاس نمایش داده شد و در ۲۲ نوامبر ۲۰۲۳ به پایان رسید. این مینی‌سریال نقدهای عموماً مثبتی را از سوی منتقدان دریافت کرد.